# Hiyokoi
Hiyokoi (яп. ひよ恋 Хиёкой) — сёдзё манга, выпускаемая журналом Ribon.

## Сюжет
Сюжет повествует о невысокой пятнадцатилетней Хиёри Нисияме, вернувшейся в класс после того, как она полгода отсутствовала из-за болезни. Её желанием было не привлекать к себе внимания и спокойно продолжить обучение. Однако на девушку обратил внимание её новый сосед по парте, который назвал её цыплёнком из-за маленького роста. Но, несмотря на это, между ними зародились чувства.

## Персонажи

### Главные герои
Хиёри Нисияма (яп. 西山 ひより Нисияма Хиёри)) — главная героиня, низкая и стеснительная девушка. Восхищена способностью Юсина заводить друзей и с развитием сюжета влюбляется в него. Является подругой детства Рицуки и знакома с ней с детского сада. Очень чувствительная и ранимая, любит своего кота Пуипуи.
Сэйю: Аяна Такэтацу
Юсин Хиросэ (яп. 広瀬 結心 Хиросэ Юсин) — главный персонаж, одноклассник Хиёри. В отличие от Хиёри чрезвычайно высок, его рост составляет 190 сантиметров. Юсин чрезвычайно популярен, имеет множество друзей и обычно улыбка не покидает его лицо. Большую часть времени в классе он проводит за едой или сном. Очень любит животных. С развитием сюжета влюбляется в Хиери, но из-за её застенчивости вынужден быть терпеливее, уважая её личные границы.
Сэйю: Кэнъити Судзумура

### Второстепенные персонажи
Рицука Накано (яп. 中野 律花 Накано Рицука) — пятнадцатилетняя девушка, лучшая подруга Хиёри. Состоит в клубе стрельбы из лука. Позже влюбилась в Ко Нитобэ.
Сэйю: Саки Фудзита
Нацуки Адзава (яп. 相沢 夏輝 Адзава Нацуки) — одноклассница Хиёри и Юсина. Любит милые вещи, к которым относит и Хиёри. В прошлом была влюблена в своего учителя, который, однако, оказался женат. С тех пор Нацуки носит короткую стрижку, пообещав себе отрастить волосы, лишь когда найдёт новую любовь.
Сэйю: Юко Сампэй
Рэйна Мацусима (яп. 松島れいな Мицусима Рэйна) — одноклассница Хиёри, приехавшая из Америки. Влюблена в Юсина, считает Хиёри своей соперницей и товарищем. Несмотря на её чувства к Юсину, позднее раскрывается, что у Рэйны есть парень в Америке. Она недолюбливает Хиёри из-за того, что в Америке сама была такой же нерешительной, но позже изменилась.
Сэйю: Митани Миёко
Кисаки Томинага (яп. 富永きさき Томинага Кисаки) — бывшая одноклассница Юсина, в прошлом признавшаяся ему в любви. Имеет «комплекс низкого человека» — завидует низким людям вроде Хиёри. На втором году обучения переехала в Англию. Она полностью поддержала главную героиню в её чувствах и в знак своей благодарности подарила пуговицу от пиджака Юсуна с средней школы.
Ко Нитобэ (яп. 新渡戸コウ Нитобэ Ко:) — одноклассник Хиёри, обладающий схожими с ней ростом и характером. Из-за их схожести над Ко подшучивают, что он является лучшей парой для Хиёри. Первоначально он недолюбливал Хиёри, считая, что девушка просто ищет внимания, но позднее стал её другом. Вскоре он признаётся главной героине в любви, но его отвергают. Не любит сладости.

## Медиа

### Манга
Автор Моэ Юкимару выпустил первую главу манги в декабре 2009 года в журнале Ribon. Выпуск закончен в ноябре 2014 года на 14-м томе.

### Аниме
В 2010 году вышла аниме-адаптация. 2 октября 2010 года был выпущен DVD, содержащий OVA Hiyokoi и специальное эксклюзив Yumeiro Patissiere, а также ноябрьский номер Ribon. Аниме было срежиссированно Норихико Набанумой с дизайном персонажей от аниматора Юки Сибаты, за произведение отвечала студия Production I.G. Создатели OVA адаптировали первые две главы манги.

## Критика
В мае 2012 года седьмой том манги стал 10-м по продаваемости в Японии.